# Marya Carter
Marya Carter (nacida Zella Maria Grajeda el 12 de mayo de 1942) es una modelo y actriz estadounidense. Fue Playmate del mes para la revista Playboy para su número de mayo de 1962. Fue fotografiada por Paul Morton Smith.
Durante las décadas de los años 60 y 70, Carter persiguió su carrera interpretativa, mayoritariamente apareciendo en películas de cine B y papeles de invitada en series de televisión. Utilizó varios nombres para sus créditos; entre ellos Sally Carter, Sally Carter Hunt, Sally Carter Ihnat y Sally Ihnat.
Se casó con Steve Ihnat, un actor conocido por interpretar a Fleet Captain en Stark Trek: la Serie Original en el episodio de "A quién destruyen los dioses". Tuvieron dos niños. Ihnat murió en 1972 de un ataque de corazón en su 30.º cumpleaños.

## Filmografía
- Switch - "Dangerous Curves" (1978) .... Adele
- Los ángeles de Charlie - "Terror on Ward One" (1977) .... Enfermera Farragut
- The Rookies
  - Sudden Death (1976)
  - Key Witness (1974) .... Señora Stafford
  - Frozen Smoke (1973) .... Señora Potter
- The Trial of Chaplain Jensen (1975) (TV) .... Irene Daniels
- One Flew Over the Cuckoo's Nest (1975) .... Candy
- The New Land - "The Word Is: Persistence" (1974)
- Police Story - "Chain of Command" (1974) .... Janice Magill
- Emergency! - "Audit" (1973) .... Primera Mujer
- The Red Poney (1973) (TV) .... Señorita Willis
- Do Not Throw Cushions Into the Ring (1970) .... La Esposa
- The New Interns (1964)
- El mayor espectáculo del mundo - "A Place to Belong" (1964) .... Jeannie
- Mi Marciano Favorito - "Who Am I?" (1964) .... Enfermera
- The Dick Van Dyke Show - "The Man from Emperor" (1964) .... Secretaria sexy/Florence
- The Alfred Hitchcock Hour - "Goodbye, George" (1963) .... Starlet
- The Phantom Planet (1961) .... Jurado